# Варадеро
Вараде́ро (исп. Varadero) — курортный город в провинции Матансас на Кубе. Одна из самых крупных курортных зон Карибского бассейна. 

## Географическое положение
Расположен на полуострове Икакос, в 140 км к востоку от Гаваны. Полуостров Икакос, на котором расположен курорт, простирается на 20 км в океан и имеет ширину всего в 1,2 км в самой широкой его части. Мыс Икакос, в северной оконечности полуострова, является самой северной точкой Кубы.

## История

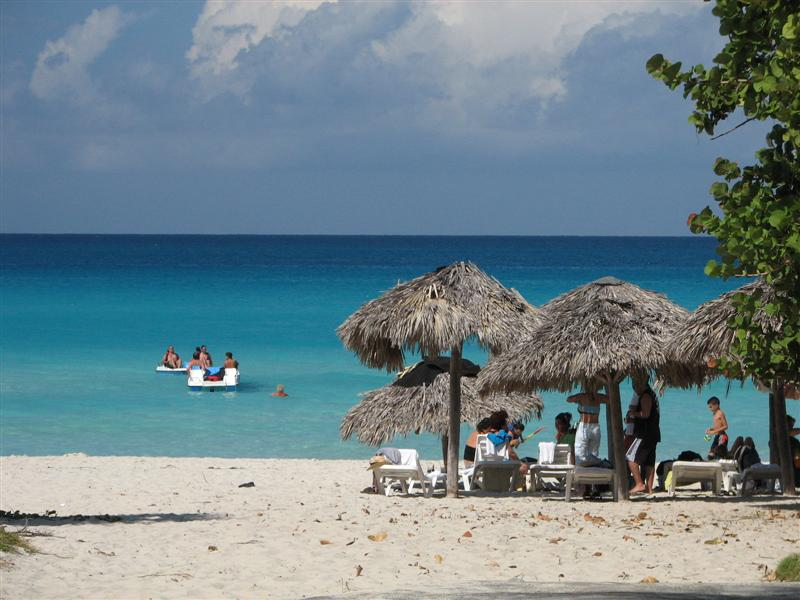
Пляж в Варадеро

Первое упоминание Варадеро зафиксировано в 1555 году. Курорт зародился в 1872 году, бурное развитие началось в начале 1930-х годов
На полуострове несколько археологических памятников (пещера Амбросио с наскальными рисунками древних индейских художников).
В 1981 году в Варадеро был построен и введен в эксплуатацию центр международной телефонной и телеграфной связи.
В 1989 году в 20 км к юго-западу от полуострова был построен и введен в эксплуатацию аэропорт Варадеро — «Хуан Гуальберто Гомес» (второй по важности аэропорт страны после столичного «Хосе Марти»).
В 1992 году пляж Варадеро был признан ЮНЕСКО одним из самых чистых пляжей мира.
Популярность курорта с каждым годом возрастает. Вдоль Варадеро расположились самые роскошные отели известных гостиничных сетей с европейским уровнем сервиса. Варадеро популярен как место рекреационного дайвинга. Въезд в курортную зону осуществляется через оборудованные на автотрассе контрольно-пропускные пункты.

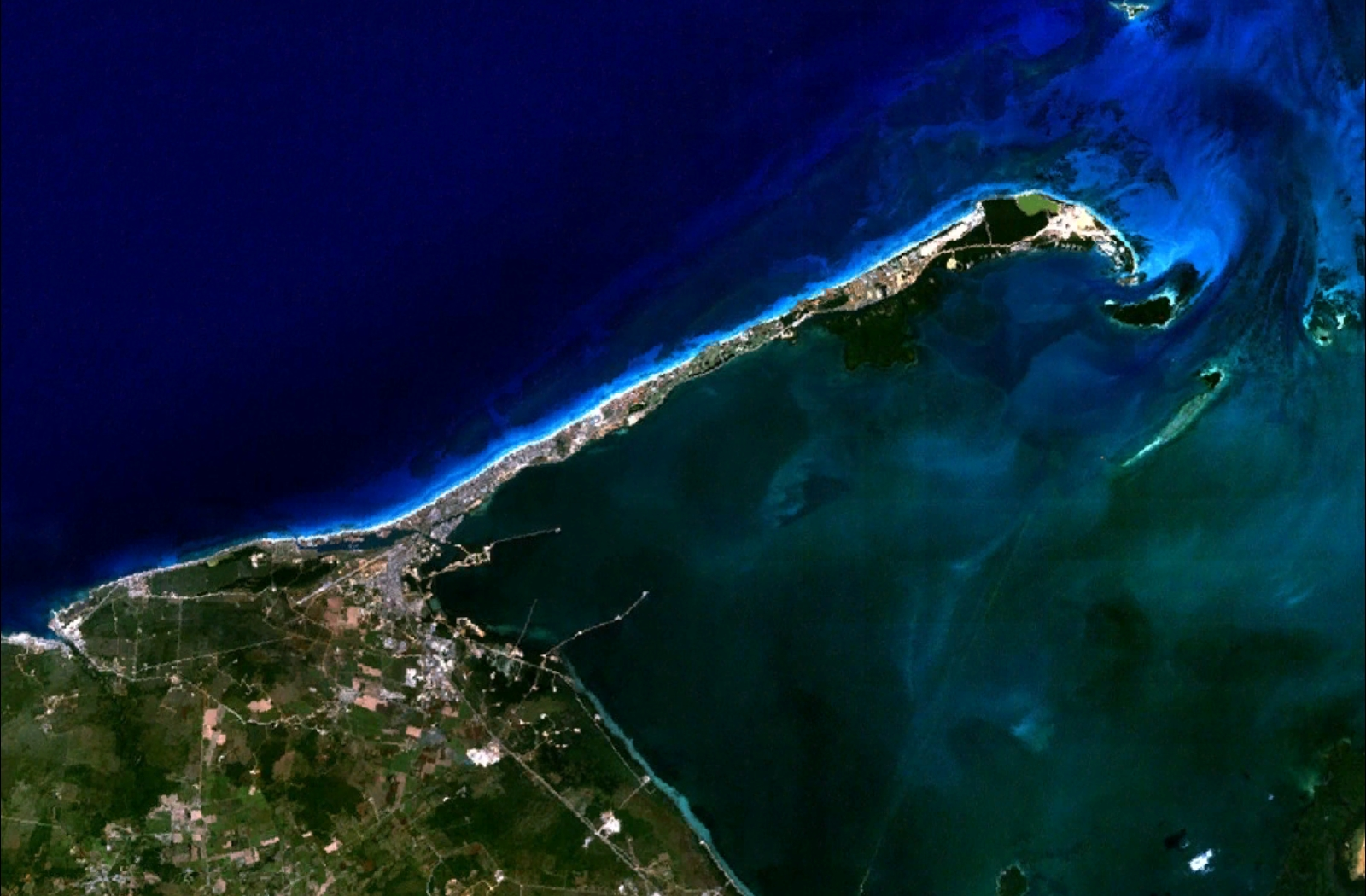
Вид на Варадеро со спутника

## В произведениях культуры
Варадеро воспет в одноимённой песне Карлосом Пуэбла. Он воспет также в известной песне «Это говорим мы» в исполнении ВИА «Пламя» и в перекликающейся с ней песне «Куба рядом» группы Запрещённые барабанщики, в композиции "Varadero, bila plaz" чехословацкой группы "Discobolos" и Инструментального оркестра под управлением Иржи и Карела Свобода. В 2020 году вышла книга Виктора Пелевина  "Непобедимое солнце", где существенная часть сюжета происходит на Варадеро.

## Города-побратимы
- Канкун, Мексика
- Пунта-дель-Эсте, Уругвай
- Дриффилд, Ист-Райдинг-оф-Йоркшир, Великобритания